# یواس‌اس برنت (ای‌ام-۲۴)
یواس‌اس برنت (ای‌ام-۲۴) (به انگلیسی: USS Brant (AM-24)) یک کشتی بود که طول آن ۱۸۷ فوت ۱۰ اینچ (۵۷٫۲۵ متر) بود. این کشتی در سال ۱۹۱۸ ساخته شد.